# Wilhelm Dietrich (Elektrotechniker)
Wilhelm Dietrich (* 1852; † 1930) war ein deutscher Ingenieur und Professor für Elektrotechnik. Er war der erste Lehrstuhlinhaber für Elektrotechnik an der TH Stuttgart und zugleich der erste ordentliche Professor für Elektrotechnik in Deutschland.

## Zur Entstehung der Elektrotechnik-Ausbildung in Stuttgart
Entsprechend der zunehmenden Bedeutung der Ingenieurwissenschaften wurde das Polytechnikum in Stuttgart 1876 zur Technischen Hochschule erweitert, deren Umbenennung in Universität Stuttgart dann 1967 erfolgte. Den seit 1882 offiziell bestehenden  Lehrgegenstand Elektrotechnik verdankt sie Werner von Siemens (1816–1892), der angeregt hatte, an den deutschen Hochschulen spezielle Lehrstühle für Elektrotechnik einzurichten.
Die Geschichte der Elektrotechnik-Ausbildung in Stuttgart begann mit den ersten Vorlesungen im Sommersemester 1882, gehalten von Wilhelm Dietrich, der im folgenden Jahr 1883 auch auf den ersten Lehrstuhl für Elektrotechnik am damaligen „Polytechnikum Stuttgart“ berufen wurde, damals noch als eine Abteilung innerhalb des Maschinenwesens.
1921 wurde Fritz Emde (1873–1951) sein Nachfolger.

## Wirken als Professor
Wilhelm Dietrich hat 1882 die ersten Vorlesungen zur Elektrotechnik am Polytechnikum in Stuttgart gehalten. Er war hier als Assistent und außerordentlicher Professor für Physik tätig. Dietrich hatte in Stuttgart Maschinenbau studiert. Zur damaligen Zeit hatten die Technischen Hochschulen in Deutschland aber noch kein Promotionsrecht, und daher hat er sich an der Universität Tübingen zusätzlich mit Physik befasst und auf dem Gebiet promoviert. Diese Doppelqualifikation befähigte ihn besonders, das sich aus Physik und Maschinenbau neu herausbildende „Fachgebiet Elektrotechnik“ zu vertreten.
Im Jahre 1883 wurde eine freigewordene Professur für humanistische Fächer in ein Ordinariat für Elektrotechnik umgewandelt und im Juni 1883 mit Wilhelm Dietrich besetzt. „Da Kittlers älterer Darmstädter Stiftungslehrstuhl nicht ordnungsgemäß in den Etat eingestellt war, fungiert diese Stelle in der Stuttgarter Tradition mit einem gewissen Recht als erste ordentliche Professur für Elektrotechnik in Deutschland.“ Besonders die stark aufkommende regionale Elektroindustrie begrüßte die Einrichtung dieses Lehrstuhls, um ihren steigenden Bedarf an Beratungsleistungen und Fachkräften zu erfüllen. Bis zum Ersten Weltkrieg blieb man in Stuttgart bei dieser engen Verbindung von Maschinenbau und Elektrotechnik, eine Verselbständigung des Gebietes Elektrotechnik lehnte man ab.
Die äußeren Studienbedingungen am Lehrstuhl von Dietrich blieben lange Zeit sehr schlecht, sodass er gezwungen war, seine engen Verbindungen zur benachbarten „Elektrotechnischen Fabrik Cannstadt“ zu nutzen, um seine Studenten dort Versuche durchführen zu lassen. Von April 1885 bis März 1886 hatte Dietrich sogar seinen Lehrstuhl aufgegeben und war in dieses Unternehmen eingetreten, seine Lehrverpflichtungen erfüllte er nur noch durch Lehraufträge. Da sich kein Nachfolger fand, kehrte er wieder auf seinen Lehrstuhl zurück und konnte schließlich erreichen, dass der Landtag 1891 einen Neubau für sein elektrotechnisches Institut beschloss. Dietrich hielt seine engen Verbindungen zur Elektroindustrie aufrecht und wirkte z. B. als Gutachter an der Errichtung eines Elektrizitätswerkes in Stuttgart mit.
1895 konnte Dietrich das von ihm nachdrücklich geforderte, neu errichtete Gebäude mit seinem Institut für Elektrotechnik beziehen, gemeinsam mit dem Institut für Chemie. Erst jetzt verfügte Dietrich über die räumlichen und apparativen Möglichkeiten für eine angemessene Elektrotechnikausbildung, wobei die Hälfte der Investitionssumme für die Innenausstattung einschließlich der Labore aufgewendet wurde. Verbunden war dieser Einzug auch mit personellen Aufstockungen, sodass auch neue Gebiete wie Elektrische Messtechnik und Nachrichtentechnik aufgebaut werden konnten.
Dietrich strebte in Verhandlungen an, sein Institut nach dem Vorbild der TH München mit drei ordentlichen Professuren auszustatten. Die Berufung von Emil Veesenmeyer (1874–1950) für die Gebiete Elektrotechnik und Konstruktionsübungen war hierfür ein wesentlicher Schritt. Dieser kam von Siemens & Halske, wo er die erste Drehstromlokomotive für den Grubenbetrieb gebaut hatte. Mit dem Extraordinarius Hermann wurde das Ziel einer Dreigliederung des Faches nahezu erreicht: Dietrich und Hermann vertraten die Theoretische Elektrotechnik, Veesenmeyer den Elektromaschinenbau sowie Dietrich und Veesenmeyer den Anlagenbau.
Im Jahre 1912 wurde Dietrich emeritiert, und als sein Nachfolger wurde Fritz Emde (1873–1951) berufen. Dieser verfügte über reiche Industrieerfahrungen aus Tätigkeiten bei der AEG, bei Siemens & Halske sowie bei den Siemens-Schuckert-Werken in Berlin. Vor seiner Berufung nach Stuttgart hatte er schon eine Professur für Elektrotechnik an der Bergakademie Clausthal inne.
Wilhelm Dietrich war 1883 dem Verein Deutscher Ingenieure (VDI) und dem Württembergischen Bezirksverein des VDI beigetreten.